# Bearden (Oklahoma)
Bearden es un pueblo ubicado en el condado de Okfuskee en el estado estadounidense de Oklahoma. En el año 2010 tenía una población de 133 habitantes y una densidad poblacional de 6,79 personas por km².

## Geografía
Bearden se encuentra ubicado en las coordenadas 35°21′29″N 96°23′18″O / 35.35806, -96.38833 (35.357993, -96.388291).

## Demografía
Según la Oficina del Censo en 2000 los ingresos medios por hogar en la localidad eran de $20,417 y los ingresos medios por familia eran $21,875. Los hombres tenían unos ingresos medios de $21,429 frente a los $11,667 para las mujeres. La renta per cápita para la localidad era de $11,359. Alrededor del 29.8% de la población estaban por debajo del umbral de pobreza.